# Leo Hendrik Baekeland
Leo Hendrik Baekeland, belgijsko-ameriški kemik in izumitelj, * 14. november 1863, Gent, Belgija, † 23. november 1944, New York, Združene države Amerike.
Znan je kot oče plastične industrije, saj je s svojim izumom umetne smole imenovane po njem bakelit, zaznamoval začetek moderne plastične industrije.

## Življenje in delo

### Šolanje/izobrazba
Šolanje je Baekeland začel v rojstnem kraju najprej na osnovni in kasneje še na srednji šoli. Oče je nasprotoval, da bi sin nadaljnjo študiral, ker družina ni bila finančno stabilna. Zaradi tega se je pri trinajstih letih Baekeland izučil za čevljarja. Mati pa je sina podpirala, da se je izobraževal. Tako se je vpisal v mestno tehnično šolo, kjer je pri večernem pouku hodil h kemiji, fiziki, mehaniki in ekonomiji. Da bi si lahko plačal šolanje je delal kot pomočnik v lekarni. Pri vseh štirih predmetih je dobil medaljo in šolo končal z odliko. Mesto Gent mu je kot perspektivnemu študentu dodelilo štipendijo, s katero je lahko leta 1880  pri 17 letih začel študirati kemijo na Univerzi v Gentu. Čeprav je bil najmlajši v letniku, je bil najboljši. Leta 1882 je diplomiral, doktoriral je pri 21 letih z najvišjo oceno in pohvalo. Nekaj časa je učil fiziko in kemijo na višji srednji šoli v Brugesu, nato pa je leta 1889 postal izredni profesor kemije na Gentu. 

### Izum Veloxa
Leta 1889 je s svojo ženo Celine odpotoval v ZDA, da bi si ogledal ameriške univerze. Tam je spoznal vodilne na položaju družbe Richard A. Anthony of E. and H. T. Anthony and Company, ki je delovala na področju fotgrafije. Preko njih se je seznanil s profesorjem Charlesom F. Chandlerjem, ki je prepoznal v belgijskemu profesorju genialnost in ga prepričal, da je ostal v ZDA. Baekeland se je zaposlil kot kemik v podjetju Anthonyjev za dve leti. Nato pa se je preizkusil kot samostojni podjetnik, ki je razvijal fotografski papir in kemikalije. Tako je izdelal svoj prvi izum Velox, ki si ga je zamislil že na univerzi. To je bil prvi fotografski papir, ki je omogočal, da so bile fotografije razvite pod umetno svetlobo.  Pred tem so fotografi lahko razvijali fotografije samo, ko je bilo sončno vreme. Prodaja je bila na začetku zelo nizka, ker ljudje izumu še niso zaupali. Počasi pa so papir začeli kupovati amaterji in povpraševanje se je zviševalo. Ker je postal Velox komercialno uspešen, je Baekelend prodal svoje podjetje in pravice intelektualne lastnine ameriškemu podjetju Eastman Kodak Company.

### Izum bakelita
Po prodaji patenta za Velox si je Baekeland dom v Yonkersu preuredil v manjši laboratorij, kjer je z asistentom Nathanielom Thurlowom izvedel veliko poskusov. V tistih letih so se znanstveniki po vsem svetu začeli zanimati za produkte iz fenola in formaldehida, proces kondenzacije teh dveh snovi je prvič izvedel leta 1872 Adolph Beyer. Vendar je edino Baekelandu uspelo sintetizirati uporabno zmes, po njem poimenovana bakelit. Leta 1907 je ugotovil, da formalaldehid in fenol tvorita spojino, ki bi jih lahko uporabljali kot lak za mazanje lesenih površin. Podrobno je študiral vsako fazo reakcije kondenzacije ter ugotovil, da je za uporaben produkt pomembno uravnavati tlak. Poskus je izvedel v več paralelkah s horizontalnimi zaprtimi reaktorji. Zmes je grel pri 140°-150°C za štiri ure. Dobil je štiri produkte A, B, C in D. Najbolj mu je ustrezal D. Domneval je, da se ta tvori s segrevanjem A ali B ali C v zaprtih posodah. Poleg tega je Baekeland ugotovil, da sta produkta C in D enakovredna. Da pa ju je lahko sintetiziral, je moral prejšnje stopnje reakcije formaldehida in fenola izvesti v posebnih strojih, bakelizerjih, ki so reakcijsko zmes segreli in podvrgli tlaku. Tako je dobil spojino, ki se jo na začetku da oblikovati in raztopiti, z nadaljnjim segrevanjem pa postane trda in netopna v vsakem topilu. Bakelit se je od drugih plastičnih spojin na trgu razlikoval po tem, da je bil cenejši ter odpornejši pri visokih temperaturah.

### Uporaba bakelita in Korporacija Bakelit (Bakelit Corporation)
Baekeland je leta 1909 patentiral bakelit in ustanovil novo podjetje imenovano Korporacija Bakelit (Bakelit Corporation). Od takrat naprej je na področju svojega izuma pridobil kar 400 patentov. Kmalu zatem je bakelit postal uspešnica. Začeli so ga uporabljati namesto trde gume in jantarja v električnih napravah. Radijski sprejemniki, električne vtičnice, telefoni, avtomobilski deli, nakit in električni izolatorji; vse to je bilo narejeno iz bakelita zaradi njegove toplotne odpornosti in električne prevodnosti. Leta 1939 se je upokojil in podjetje prodal Union Carbidu in Carbon Corporation. Danes je uporaba Bakelita upadla, saj so ga nadomestile modernejše plastične mase, ki bolj ustrezajo današnji družbi.

### Znanstvena društva
Baekeland je o svojih izumih napisal veliko člankov, ki jih je objavil v zanstvenih revijah. Postal je častni profesor kemijskega inženirstva na Univerzi Columbia. Poleg podjetništva je občasno predaval študentom po ameriških univerzah. Baekeland je bil član pomembnih znanstvenih društev tako v Ameriki kot v tujini. Ne glede na to kako zaposlen je bil, je vedno našel čas za znanstvena srečanja, saj je bil znanstvenim kolegom hvaležen, da so ga kot mladega in revnega tujca pred leti vzeli za svojega in mu vedno pomagali. Bil je član Nacionalne akademije znanosti (National Academy of Science), leta 1909 je postal predsednik Elektrokemijske družbe (Electrochemical Society), 1912 je postal predsednik Ameriškega inštituta kemijskih inženirjev (American Institute of Chemical Engineers), leta 1924 Ameriške kemijske družbe (American Chemical Society) ter 1904 Kluba kemikov (Chemists' Club) v New Yorku, katerega je tudi soustanovil.
Beakelend je bil kot izumitelj zelo produktiven, veliko pozornosti pa je posvečal tudi patentom, katerih je imel preko sto. Ker se je zanimal za ustrezni patentni postopek, se je včlanil v Odbor za patente nacionalnega raziskovalnega sveta (Comittee on Patents of the National Research Counsil) in kasneje postal tudi predsednik.

### Zasebno življenje
Baekeland se je rodil čevljarju Charlesu in gospodinji Rosalie Baekeland. V teku življenja je s svojim znanjem in podjetniškim talentom pridobil veliko denarja in živel lagodno življenje. Njegov zakon s Celine Swarts, hčerjo profesorja kemije Theodoreja Swartsa, je bil uspešen. Imela sta dva otroka sina George in hčerko Ninno.
Baekeland je bil ljubitelj avtov, jadrnic in dolgih potovanj. Na vrtu pred svojo hišo je skupaj z ženo  gojil redke tropske rastline in sadeže. Z denarjem, ki ga je zaslužil s prodajo prvega podjetja je kupil hišo »Snug Rock« v New Yorku, kjer je postavil svoj laboratorij za lastno rabo. Zanj je rekel, da ga veseli, da se bo lahko posvečal svojim idejam v miru in svobodi.

## Priznanja
- medalja Johna Scotta (1910)
- nagrada Willarda Gibbsa (1913)
- Perkinova medalja(1916)
- Franklinova medalja (1940)